# Pana (Illinois)
Pana és una població dels Estats Units a l'estat d'Illinois. Segons el cens del 2000 tenia 5.614 habitants.

## Demografia
Segons el cens del 2000, Pana tenia 5.614 habitants, 2.317 habitatges, i 1.443 famílies. La densitat de població era de 811,8 habitants/km².
Dels 2.317 habitatges en un 28,6% hi vivien nens de menys de 18 anys, en un 47,2% hi vivien parelles casades, en un 11,5% dones solteres, i en un 37,7% no eren unitats familiars. En el 34,7% dels habitatges hi vivien persones soles el 34,7% de les quals corresponia a persones de 65 anys o més que vivien soles. El nombre mitjà de persones vivint en cada habitatge era de 2,32 i el nombre mitjà de persones que vivien en cada família era de 2,97.
Per edats la població es repartia de la següent manera: un 24,5% tenia menys de 18 anys, un 7,7% entre 18 i 24, un 24,6% entre 25 i 44, un 21% de 45 a 60 i un 22,2% 65 anys o més.
L'edat mediana era de 40 anys. Per cada 100 dones de 18 o més anys hi havia 80,6 homes.
La renda mediana per habitatge era de 29.611 $ i la renda mediana per família de 35.406 $. Els homes tenien una renda mediana de 30.519 $ mentre que les dones 18.675 $. La renda per capita de la població era de 14.897 $. Aproximadament l'11,5% de les famílies i el 17,6% de la població estaven per davall del llindar de pobresa.

## Poblacions més properes
El següent diagrama mostra les poblacions més properes.